# Kirkbride (Cumbria)
Kirkbride è un villaggio e una parrocchia civile nel nord della Cumbria, Inghilterra. Secondo il censimento del 2011 la popolazione era di 489 abitanti.

## Storia
Importanti resti archeologici vicino a Kirkbride includono un forte romano  e, più a nord, il Vallo di Adriano. Si pensa che il forte sia precedente al Vallo di Adriano e che sia stato costruito come parte dello Stanegate. Kirkbride potrebbe essere la localizzazione del Portus Trucculensis, porto romano sulla costa della Britannia di incerta identificazione.
Immagini LIDAR hanno dimostrato l'esistenza di tre strade romane che collegavano il forte romano di Kirkbride ad altri forti romani:
- Luguvalium (Carlisle)
- Coggabata (Drumburgh)
- Maglona (Wigton)

Al 1189 risale la prima menzione della Chiesa di Santa Brigida, sull'area dell'antico forte romano.